# Juan Felipe Lemos
Juan Felipe Lemos Uribe (Andes, Antioquia, 12 de julio de 1977) es un abogado y político colombiano. Fue candidato a la alcaldía del municipio de Andes en 2007, desde 2010 hasta 2014 se desempeñó como miembro oficial de la Cámara de Representantes por el departamento de Antioquia, después de obtener 21 769 votos. Fue reelecto como representante para el siguiente período con 38 859, ambas elecciones apoyadas por el Partido de la Unión por la Gente del cual es miembro. Desde 2018 se desempeña como Senador de la República. En agosto de 2023 luego de la renuncia de la presidenta del partido, Dilian Francisca Toro ya que buscaría la gobernación del Valle nuevamente, fue designado como presidente de dirección y por ende, presidente del partido hasta marzo de 2024, mes que se estipula una convención nacional para elegir la nueva mesa directiva de la colectividad.

## Biografía
Lemos Uribe nació en el municipio de los Andes, ubicado en el Suroeste del departamento de Antioquia donde realizó sus estudios primarios y secundarios. Es abogado de la Universidad de Medellín, Especialista en Contratación Estatal y Magíster en Gobierno de la Universidad Externado de Colombia.
A nivel laboral se ha desempeñado como abogado asesor de la Vicepresidencia de Transporte de la empresa Ecopetrol, también como Secretario Privado y Secretario General de la Contaduría General de la Nación. Además fue asesor en la Secretaría de la Hacienda Departamental de Antioquia.
En el ámbito político, Lemos se lanzó como candidato a la alcaldía del municipio de los Andes en 2007, apoyado por el movimiento Partido Colombia Democrática. Como integrante activo del Partido de la Unión por la Gente fue elegido miembro oficial de la Cámara de Representantes por Antioquia con 21 769 votos. Fue reelecto para el siguiente período con 38 859 votos.
En su candidatura por el senado, Lemos obtuvo 82 078 (0,53%), lo que le valió para ser designado como Senador de la República para el período de 2018.

## Actividad legislativa
En ocasión de la pandemia que se presentó a principios del 2020, fue uno de los 50 Senadores promotores de la solicitud de renta básica dirigida al Gobierno Nacional. También, fue uno de los primeros en solicitar abiertamente que se ayudara a la Pymes y Mipymes del país subsidiando la nómina de los empleados. 
En el 2021 participó activamente en al consolidación de la ley 2155 del 14 de septiembre del mismo año, por medio de la cual se expide la Ley de Inversión Social, donde se le sigue brindando apoyo a los colombianos más necesitados a través de los beneficios sociales. 

## Parapolítica
La Misión de Observación electoral del Colombia (MOE) ha manifestado en reiteradas ocasiones que la curul de Lemos Uribe es un caso de parapolítica en cuerpo ajeno, por cuanto es sobrino del exsenador Mario Uribe Escobar, condenado en el famoso proceso de la parapolítica por haber realizado pactos con organizaciones armadas al margen de la ley y sobrino segundo del expresidente y acusado por un proceso de soborno a testigos, Alvaro Uribe Vélez. El tema es objeto de estudio en el informe electoral de la fundación Paz y Reconciliación como "heredero de la parapolítica".